# David Concha
David Concha Salas (født 20. november 1996) er en spansk fodboldspiller.